# Collier (animal de compagnie)
 (février 2023).
Si vous disposez d'ouvrages ou d'articles de référence ou si vous connaissez des sites web de qualité traitant du thème abordé ici, merci de compléter l'article en donnant les références utiles à sa vérifiabilité et en les liant à la section « Notes et références ».

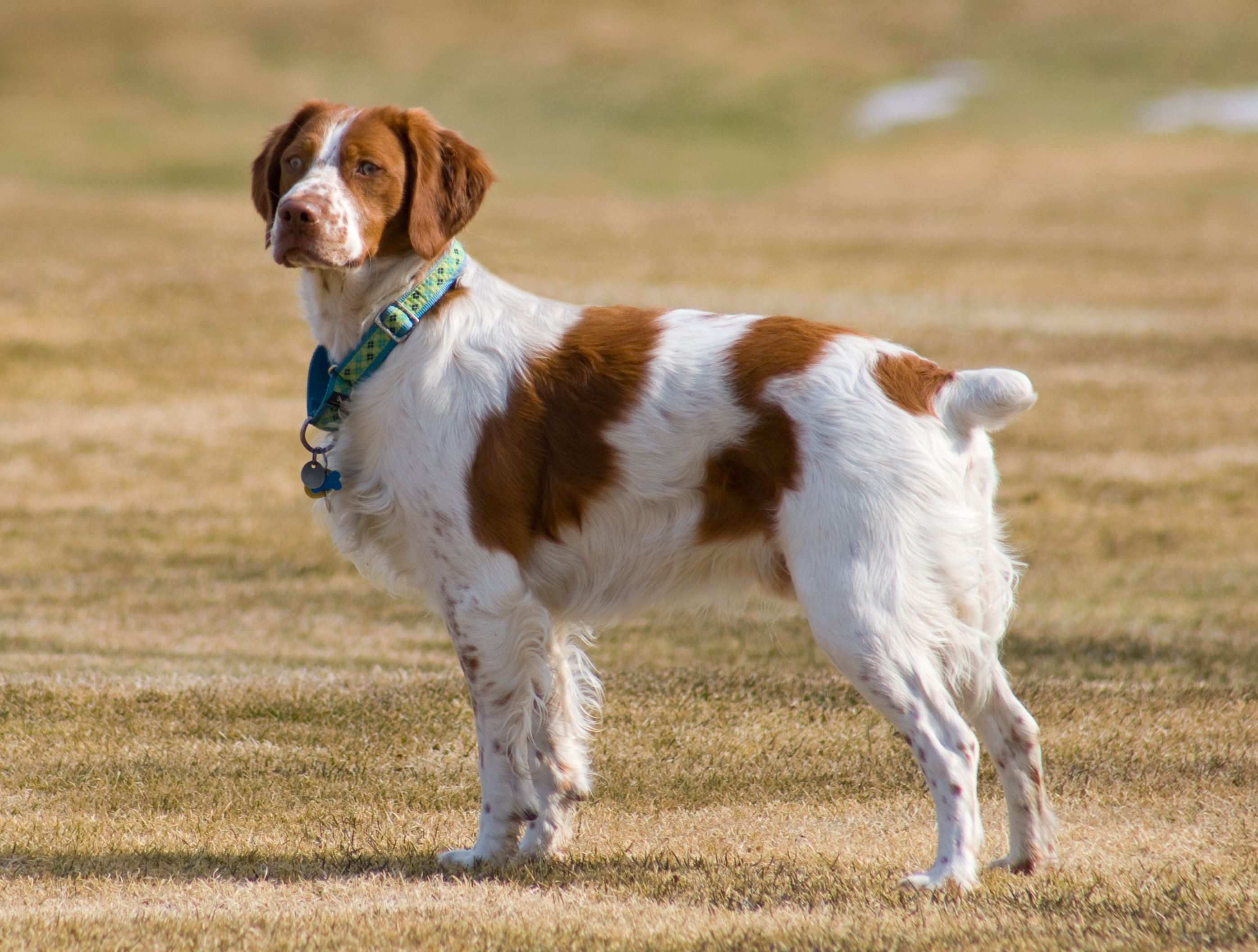
Un épagneul breton portant un collier avec des médailles d'identification.

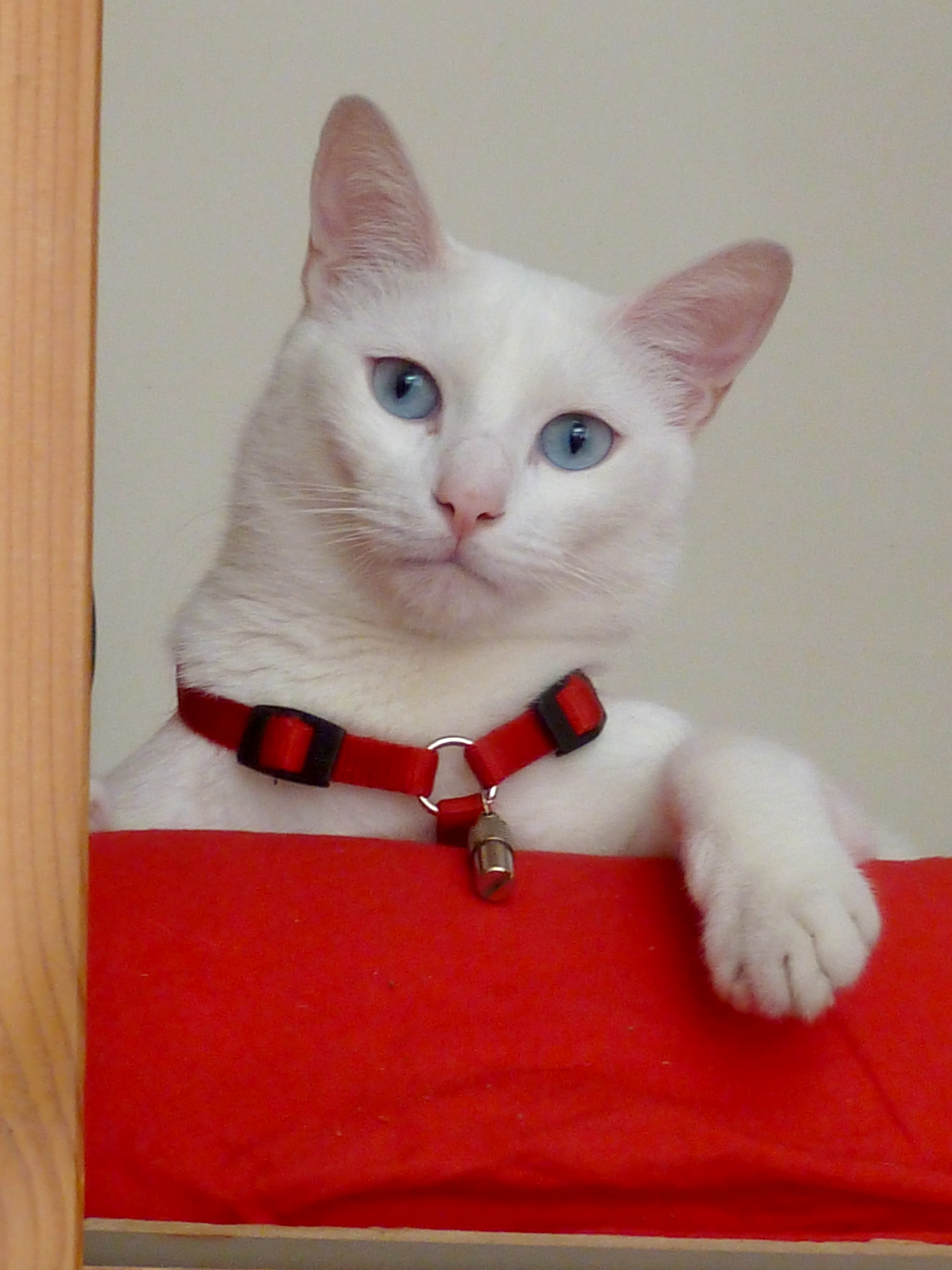
Un chat avec un collier portant un tube d'identification. Ce tube contient un ruban de papier comportant l'adresse du propriétaire.

Un collier est une lanière portée autour du cou par un animal de compagnie, souvent à des fins d'identification, d'attache, de géolocalisation ou de protection antiparasitaire. Les colliers sont habituellement constitués de métal, de cuir ou de tissu ou de matière plastique et sont souvent munis d’un système de fermeture ou d’attache, pour être utilisés en complément d’une laisse. Le licol ou le harnais sont des alternatives au collier.

## Chats
Le port du collier chez le chat est controversé. Il est accusé d'être à l'origine d'étranglements. Des colliers cassables ou anti-étranglement sont à utiliser lorsque le chat doit porter un collier. Lorsqu'il est utilisé, la taille du collier doit aussi être régulièrement ajustée.

## Chiens

### Colliers de base
Le collier plat ou à boucle est généralement en cuir ou en tissu avec une boucle semblable à une boucle de ceinture ou une boucle clip. Généralement, la taille du collier est réglable pour permettre qu’il soit suffisamment lâche autour du cou de l’animal pour ne pas le blesser ou qu’on puisse le retirer facilement. Ce type de collier comporte généralement une boucle pour y attacher une laisse ou un médaillon.

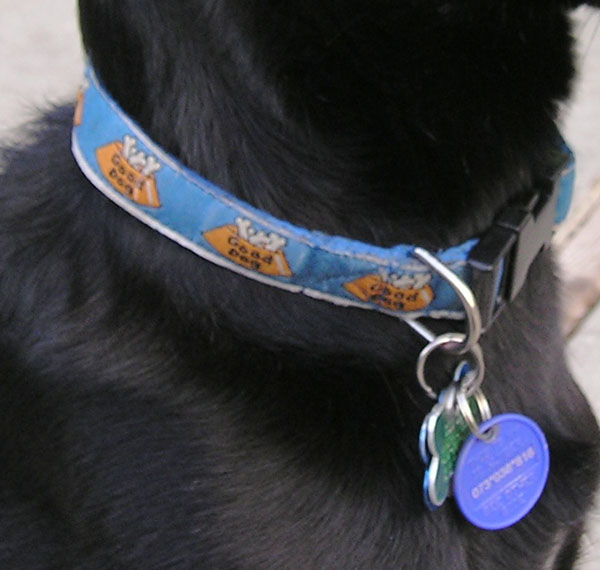
Un exemple de collier plat.
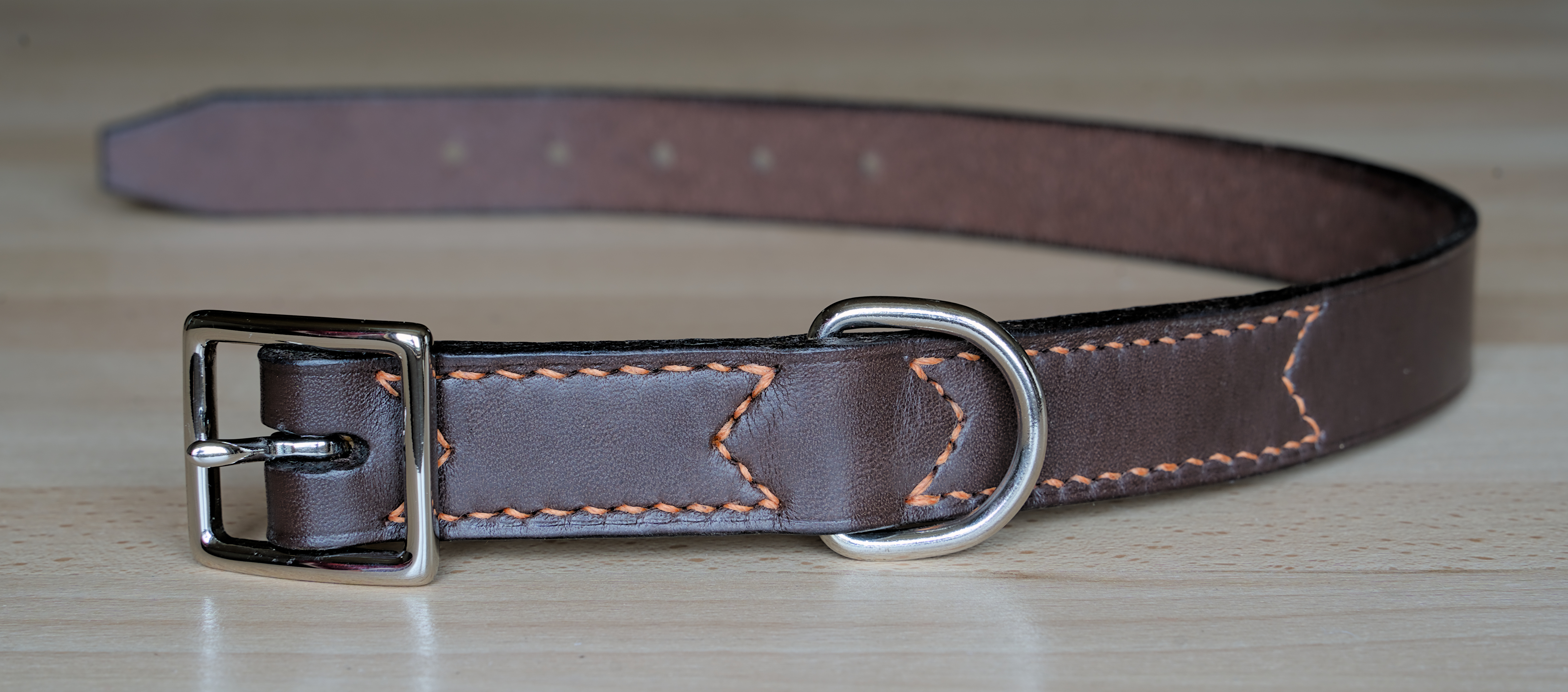
Un collier pour chien en cuir.

### Colliers utilitaires
Le collier anti-loup est un collier de cuir épais équipé de pointes. Ce type de collier remonte à la Grèce antique, quand les bergers ont reçu des colliers cloutés pour les protéger des loups. Dans les sociétés modernes, les colliers cloutés sont le plus souvent considérés comme un accessoire de mode gothique, quand ils sont portés par des humains.

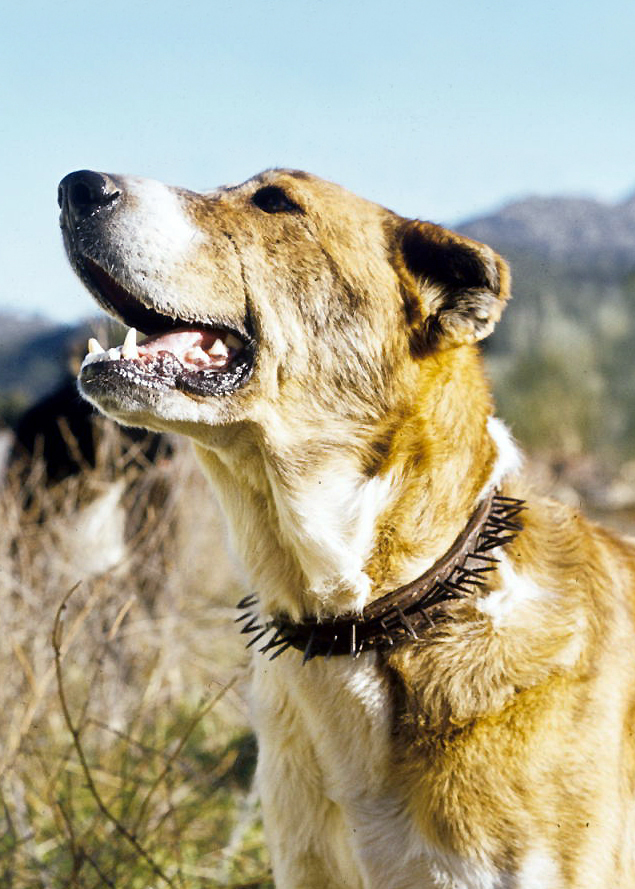
Un chien de berger portant un collier anti-loup.
Un collier anti-loup.

### Colliers d'éducation
Plusieurs types de colliers sont utilisés à des fins d'éducation canine.
Le collier en martingale est recommandé pour les lévriers, car leur tête plus petite que leur cou peut se glisser hors d’un collier standard. Un collier martingale dispose de 2 boucles : la boucle inférieure et la boucle d’asservissement qui resserre la boucle la plus large lorsqu’il est tiré, pour empêcher le chien de glisser la tête hors du collier.
Le collier étrangleur, chaîne d’étranglement ou collier coulissant est une chaine avec 2 anneaux à chaque extrémité de telle sorte que le collier forme une boucle qui se glisse autour de la tête du chien et vient reposer librement autour du cou. Lorsque la laisse est attachée à l’anneau du dormant, le collier ne se contracte pas, mais s'il est attaché à l’autre anneau, celui-ci en cas de traction va resserrer le collier sur le cou du chien et va glisser dès que la tension sera relâchée. Le collier semi-étrangleur est basé sur le même principe de pression sur le cou mais de manière que le collier ne se referme pas totalement sur le cou. Le collier étrangleur à pointe est un collier formé de maillons de chaînes avec les extrémités ouvertes dont la pointe est partiellement tournée vers l’intérieur sur le cou du chien.
Le collier électrique est une aide au dressage qui délivre une impulsion électrique au chien. Selon le programme du collier : lors d’un aboiement, lors de sa sortie d’une zone délimitée ou déclenchée manuellement par le maître, à l'aide un boitier. Ces colliers sont illégaux dans certains pays, d’autant que cela va à l’encontre d’une formation par le renforcement positif.

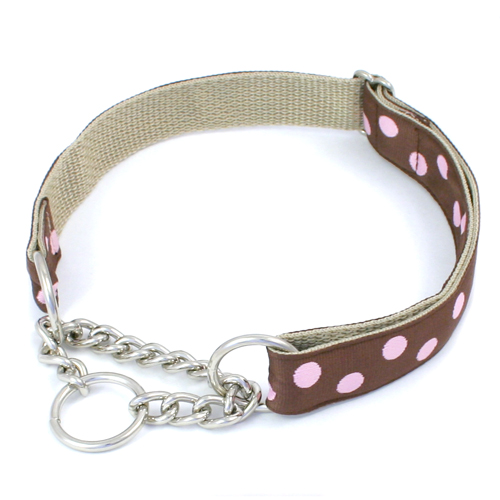
Collier en martingale
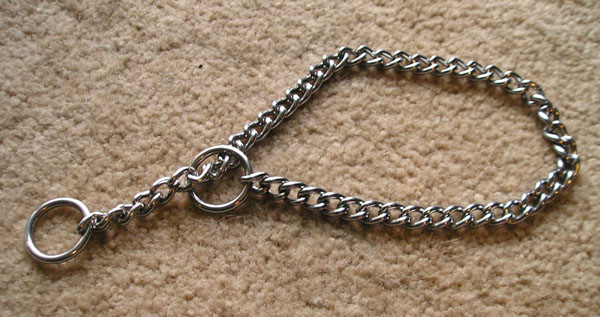
Collier étrangleur
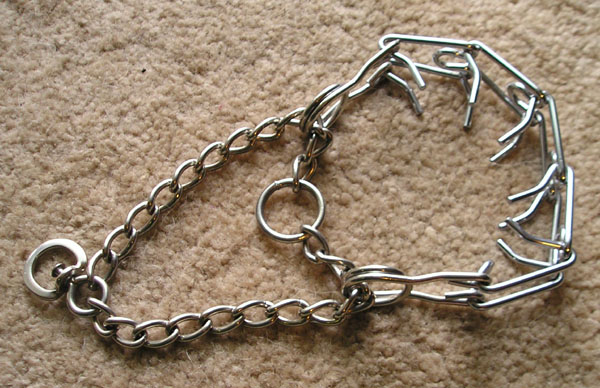
Collier à pointe

## Collier élizabéthain
Le collier élisabéthain ou collerette, en forme de cône tronqué, est utilisé pour empêcher le chien de se gratter ou lécher une plaie ou infection.

## Colliers antiparasitaires
Les colliers antiparasitaires présentent des modes d'action différents. Certains contiennent un insecticide volatil ou en poudre, tandis que d'autres diffusent des molécules liposolubles via le film lipidique de la peau. Il s'agit d'une alternative à l'application d'antiparasitaire externe par pipette.